# Verwaltungsgliederung der Oblast Brjansk
Die Oblast Brjansk im Föderationskreis Zentralrussland der Russischen Föderation gliedert sich in 27 Rajons und 6 Stadtkreise (Stand 2014).
Die Rajons unterteilen sich in insgesamt 30 Stadtgemeinden (gorodskoje posselenije) und 226 Landgemeinden (selskoje posselenije).

## Stadtkreise
| Nr. | Stadtkreis | Einwohner | Fläche (km²) | Bevölkerungs- dichte (Ew./km²) | Stadt- bevölkerung | Land- bevölkerung | Weitere Ortschaften                                                            | Anzahl Städte | Anzahl Dörfer |
| --- | ---------- | --------- | ------------ | ------------------------------ | ------------------ | ----------------- | ------------------------------------------------------------------------------ | ------------- | ------------- |
| I   | Brjansk    | 435.245   | 186,43       | 2.335                          | 435.245            |                   | Siedlungen städtischen Typs: Belyje Berega, Bolschoje Polpino, Radiza-Krylowka | 4             |               |
| II  | Fokino     | 13.876    | 24,41        | 568                            | 13.876             |                   |                                                                                | 1             |               |
| III | Klinzy     | 70.350    | 63,2         | 1.113                          | 62.510             | 7.840             | Dörfer: Ardon, Saimischtsche                                                   | 1             | 2             |
| IV  | Nowosybkow | 40.553    | 34,13        | 1.188                          | 40.553             |                   |                                                                                | 1             |               |
| V   | Selzo      | 17.934    | 33,08        | 542                            | 17.934             |                   |                                                                                | 1             |               |
| VI  | Starodub   | 19.010    | 21,73        | 875                            | 19.010             |                   |                                                                                | 1             |               |

## Rajons
| Nr. | Rajon         | Einwohner | Fläche (km²) | Bevölkerungs- dichte (Ew./km²) | Stadt- bevölkerung | Land- bevölkerung | Verwaltungssitz | Gemeindesitze | Anzahl Stadtgemeinden | Anzahl Landgemeinden |
| --- | ------------- | --------- | ------------ | ------------------------------ | ------------------ | ----------------- | --------------- | --- | --------------------- | -------------------- |
| 1   | Brassowski    | 21.471    | 1.185,33     | 18                             | 10.028             | 11.443            | Lokot           | Stadt: Lokot Land: Brassowo, Dobrik, Dubrowka, Glodnewo, Krupez, Pogreby, Snytkino, Stolbowo, Werebsk, Woronow Log | 1                     | 10                   |
| 2   | Brjanski      | 56.496    | 1.800,68     | 31                             |                    | 56.496            | Brjansk         | Land: Betowo, Dobrun, Domaschowo, Glinischtschewo, Mitschurinski, Netjinka, Nowosjolki, Nowyje Darkowitschi, Otradnoje, Palzo, Putjowka, Schurinitschi, Stekljannaja Radiza, Suponewo, Swen                                 |                       | 15                   |
| 3   | Djatkowski    | 60.059    | 1.412,72     | 43                             | 50.517             | 9.542             | Djatkowo        | Stadt: Bytosch, Djatkowo, Iwot, Ljubochna, Star Land: Beresino, Druschba, Nemeritschi, Slobodischtsche, Werchi | 5                     | 5                    |
| 4   | Dubrowski     | 20.094    | 1.027,93     | 20                             | 8.015              | 12.079            | Dubrowka        | Stadt: Dubrowka Land: Aleschinka, Aleschnja, Peklino, Rekowitschi, Rjabtschi, Seschtscha | 1                     | 6                    |
| 5   | Gordejewski   | 12.218    | 846,54       | 14                             | 1.452              | 10.766            | Gordejewka      | Land: Glinnoje, Gordejewka, Mirny, Petrowa Buda, Rudnja-Worobjowka, Tworischino, Unoschewo |                       | 7                    |
| 6   | Karatschewski | 36.036    | 1.408,08     | 26                             | 19.715             | 16.321            | Karatschew      | Stadt: Karatschew Land: Berjosowka, Dunajewski, Jurassowo, Luschezkaja, Pessotschnja, Tjoploje, Weljaminowa | 1                     | 7                    |
| 7   | Kletnjanski   | 20.166    | 1.582,84     | 13                             | 13.313             | 6.853             | Kletnja         | Stadt: Kletnja Land: Akulitschi, Lutna, Mirny, Muschinowo, Sinizkoje | 1                     | 5                    |
| 8   | Klimowski     | 30.003    | 1.553,57     | 19                             | 13.892             | 16.111            | Klimowo         | Stadt: Klimowo Land: Brachlow, Choromnoje, Istopki, Kamenski Chutor, Kirillowka, Lakomaja Buda, Mitkowka, Nowy Ropsk, Nowyje Jurkowitschi, Plawna, Satschkowitschi, Sytaja Buda, Tscholchow, Tschurowitschi                 | 1                     | 14                   |
| 9   | Klinzowski    | 20.503    | 1.291,37     | 16                             |                    | 20.503            | Klinzy          | Land: Guljowka, Korschowka-Golubowka, Lopatni, Medwedowo, Perwoje Maja, Roschny, Smolewitschi, Smotrowa Buda, Welikaja Topal                                                                                                |                       | 9                    |
| 10  | Komaritschski | 18.064    | 1.020,17     | 18                             | 7.686              | 10.378            | Komaritschi     | Stadt: Komaritschi Land: Arkino, Bobrik, Bychowo, Litisch, Lopandino, Marjinka, Ussoscha | 1                     | 7                    |
| 11  | Krasnogorski  | 13.208    | 1.081,28     | 12                             | 5.906              | 7.302             | Krasnaja Gora   | Stadt: Krasnaja Gora Land: Jałówka, Koljudy, Ljubowscho, Lotaki, Makaritschi, Perelasy | 1                     | 6                    |
| 12  | Mglinski      | 19.458    | 1.088,4      | 18                             | 7.916              | 11.542            | Mglin           | Stadt: Mglin Land: Belowodka, Krasnyje Kossary, Molodkowo, Nowaja Romanowka, Nowyje Tscheschuiki, Oskolkowo, Schumarowo, Simontowka, Sokolowka, Welschitschi, Wetlewka, Wyssokoje                                           | 1                     | 12                   |
| 13  | Nawlinski     | 28.341    | 2.011,92     | 14                             | 16.145             | 12.196            | Nawlja          | Stadt: Altuchowo, Nawlja Land: Aleschinka, Bjakowo, Kljukowniki, Prolyssowo, Rewny, Saltanowka, Schtscheglowka, Sinesjorski, Sokolowo, Tschitschkowo, Wsdruschnoje                                                          | 2                     | 11                   |
| 14  | Nowosybkowski | 12.415    | 989,89       | 13                             |                    | 12.415            | Nowosybkow      | Land: Cholewitschi, Demenka, Samischewo, Schelomy, Stary Kriwez, Staryje Bobowitschi, Trostan, Wereschtschaki |                       | 8                    |
| 15  | Pogarski      | 28.333    | 1.196,38     | 24                             | 9.990              | 18.343            | Pogar           | Stadt: Pogar Land: Borschtschowo, Dolbotowo, Getunowka, Gorodischtsche, Grinjowo, Judinowo, Kister, Possuditschi, Prirubki, Sopytschi, Stetschna, Suworowo, Wadkowka, Witemlja                                              | 1                     | 14                   |
| 16  | Potschepski   | 42.365    | 1.886,97     | 22                             | 17.642             | 24.723            | Potschep        | Stadt: Potschep, Ramassucha Land: Baklan, Belkowo, Dmitrowo, Domanitschi, Krasny Rog, Moskowski, Perwomaiski, Perwomaiskoje, Polniki, Retschiza, Semzy, Setolowo, Titowka, Tschopowo, Walujez, Werchnjaja Slobinka, Witowka | 2                     | 17                   |
| 17  | Rognedinski   | 7.284     | 1.051,21     | 6,9                            | 3.158              | 4.126             | Rognedino       | Stadt: Rognedino Land: Gobiki, Scharowitschi, Snopot, Tjunino, Woronowo | 1                     | 5                    |
| 18  | Schirjatinski | 7.442     | 742,27       | 10                             |                    | 7.442             | Schirjatino     | Land: Moratschowo, Schirjatino, Worobeinja |                       | 3                    |
| 19  | Schukowski    | 36.983    | 1.114,58     | 33                             | 18.269             | 18.714            | Schukowka       | Stadt: Schukowka Land: Grischina Sloboda, Kryschino, Letoschniki, Nikolskaja Sloboda, Owstug, Petuchowka, Rschaniza, Schamordino, Trosna                                                                                    | 1                     | 9                    |
| 20  | Sewski        | 16.923    | 1.214,48     | 14                             | 7.282              | 9.641             | Sewsk           | Stadt: Sewsk Land: Dobrowodje, Nowojamskoje, Podlesnyje Nowosjolki, Posdnjaschowka, Puschkino, Saulje, Trojebortnoje | 1                     | 7                    |
| 21  | Slynkowski    | 12.917    | 730,94       | 18                             | 8.207              | 4.710             | Slynka          | Stadt: Slynka, Wyschkow Land: Bolschije Schtscherbinitschi, Deniskowitschi, Rogow, Spiridonowa Buda | 2                     | 4                    |
| 22  | Starodubski   | 21.404    | 1.760,36     | 12                             |                    | 21.404            | Starodub        | Land: Dessjatucha, Garzewo, Kamen, Krasny, Melensk, Mischkowka, Mochonowka, Ponurowka, Sapolskije Chalejewitschi, Woronok                                                                                                   |                       | 10                   |
| 23  | Suraschski    | 24.623    | 1.128,37     | 22                             | 11.640             | 12.983            | Surasch         | Stadt: Surasch Land: Degtjarjowka, Dubrowka, Lesnoje, Lopasna, Niwnoje, Owtschinez, Wlasowitschi | 1                     | 7                    |
| 24  | Susemski      | 16.654    | 1.339,32     | 12                             | 11.087             | 5.567             | Susemka         | Stadt: Kokorewka, Susemka Land: Aleschkowitschi, Cholmetschi, Newdolsk, Nowaja Pogoschtsch, Seletschnja | 2                     | 5                    |
| 25  | Trubtschewski | 37.002    | 1.843,17     | 20                             | 21.297             | 15.705            | Trubtschewsk    | Stadt: Belaja Berjoska, Trubtschewsk Land: Gorodzy, Jurowo, Selez, Semjatschki, Telez, Ussoch | 2                     | 6                    |
| 26  | Unetschski    | 40.682    | 1.147,54     | 35                             | 26.197             | 14.485            | Unetscha        | Stadt: Unetscha Land: Beresina, Krasnowitschi, Naitopowitschi, Nowyje Iwaitenki, Pawlowka, Staraja Guta, Staroselje, Wyssokoje                                                                                              | 1                     | 8                    |
| 27  | Wygonitschski | 20.105    | 1.028,38     | 20                             | 4.945              | 15.160            | Wygonitschi     | Stadt: Wygonitschi Land: Chmelewo, Chutor-Bor, Desnjanski, Kokino, Krasnoje, Lopusch, Ormenka, Skrjabino, Sosnowka | 1                     | 9                    |